# Język iranun
Język iranun (ilanun, illanun) – język austronezyjski z grupy języków filipińskich, jeden z języków prowincji Maguindanao na Filipinach. Według danych z 2015 roku posługuje się nim 241 tys. osób.
Jest blisko spokrewniony z językami maranao i maguindanao, z którymi tworzy grupę języków danao.
Odmiana z malezyjskiego stanu Sabah (22 tys. użytkowników) jest wyraźnie odrębna. Jest rozpatrywana jako oddzielny język w grupie danao. Występuje w dwóch dialektach: kota belud i lahad datu, przy czym dialekt kota belud jest bliższy maranao aniżeli językowi iranun z Filipin.
Jest zapisywany alfabetem łacińskim.